# NGC 2885
NGC 2885 في الفهرس العام الجديد، هي مجرة، تقع في كوكبة الأسد. اكتشفت في 24 فبراير 1827 بواسطة جون هيرشل.

## روابط خارجية
- NGC 2885 على موقع ويكي سكاي: DSS2, SDSS, GALEX, IRAS, Hydrogen α, X-Ray, Astrophoto, Sky Map, Articles and images